# Tiémélékro
Tiémélékro  est une localité de l'est de la Côte d'Ivoire et appartenant au département de Bongouanou, Région du N'zi-Comoé. La localité de Tiémélékro est un chef-lieu de commune. La population de Tiémélékro était estimée à 14 132 habitants en 2001.

## Histoire
Originaire du village de Ménou, Aka Tiémélé fondateur du village de Tiémélékro, a créé son campement pour fuir le regard populaire à la suite d'une épidémie de variole dont son fils était le premier affecté.
Tiémélékro se résumait d’abord à Attakro, puis, nous avons vu la création de quartiers comme Akpossi, Kamelankro, Kouakro et Sogephia.

## Équipement
La création de la voie ferrée par la régie Abidjan Niger (RAN), traversait ce campement qui au fil du temps a vu sa population grandir pour devenir ville et abriter sous-préfecture, mairie, écoles, collège... On y trouve aujourd'hui un centre de santé dirigé par un médecin qui couvre 25 villages.
Tiémélékro appartient au département de Bongouanou et la population y pratique majoritairement l’agriculture traditionnelle. On y trouve également des barrages hydro-agricoles.

## Politique
Le maire de la ville de Tiémélékro est M. Ehouman Oi Ehouman et il a été élu le 21 avril 2013.